# Krišjānis Kariņš
Arturs Krišjānis Kariņš (Wilmington, 13 de dezembro de 1964) é um linguísta, empresário e político da Letônia que atuou como Ministro da Economia e Membro do Parlamento Europeu e atualmente é o primeiro-ministro da Letônia. Nascido em Wilmington, Delaware, Estados Unidos, filho de pais que haviam deixado a Letônia durante a ocupação soviética, ele foi ativo na comunidade letã americana durante toda sua juventude.
Depois de concluir um bacharelado e PhD em linguística na Universidade da Pensilvânia, Kariņš mudou-se para a Letônia em 1997 e fundou uma empresa de alimentos congelados. Ele ajudou a fundar o Partido Nova Era em 2002 que, em 2011, se fundiu com outros para formar o partido Unity e foi renomeado como Unidade em 2018. Depois de servir como deputado em Saeima, ministro da economia e membro do parlamento europeu durante os anos 2000 e na década de 2010, ele foi escolhido como primeiro-ministro candidato à Unidade na eleição parlamentar letã de 2018, que se tornou o menor partido eleito para o 13º Saeima.
Após meses de negociações contenciosas em que os líderes dos partidos maiores não conseguiram formar uma coalizão, Kariņš foi indicado pelo presidente Raimonds Vējonis em janeiro de 2019 para primeiro-ministro do país. Ele assumiu o cargo em 23 de janeiro de 2019 e sobreviveu a um votação de 58 a 33 em 11 de abril de 2019.